# Schmidtolus
Schmidtolus är ett släkte av mångfotingar. Schmidtolus ingår i familjen Allopocockiidae.
Kladogram enligt Catalogue of Life:
| Schmidtolus | \| \| Schmidtolus chichivacus \| \| \| \| \| \| Schmidtolus parvior \| \| \| \| |
|             | \| \| Schmidtolus chichivacus \| \| \| \| \| \| Schmidtolus parvior \| \| \| \| |
|             | Allopocockia                                                                    |
|             |                                                                                 |
|             | Arolus                                                                          |
|             |                                                                                 |
|             | Chelogonobolus                                                                  |
|             |                                                                                 |
|             | Schmidtolus chichivacus                                                         |
|             |                                                                                 |
|             | Schmidtolus parvior                                                             |
|             |                                                                                 |

|  | Schmidtolus chichivacus |
|  |                         |
|  | Schmidtolus parvior     |
|  |                         |